# Изола дела Скала
Ѝзола дела Ска̀ла (на италиански: Isola della Scala; на венециански: Isola de la Scala, Исола де ла Скала) е град и община в Северна Италия, провинция Верона, регион Венето. Разположен е на 31 m надморска височина. Населението на общината е 11 536 души (към 2015 г.).